# Мамедов, Теймур Физули оглы
Теймур Физули оглы Мамедов (азерб. Teymur Füzuli oğlu Məmmədov; род. 11 января 1993, Томск, Россия) — азербайджанский боксёр-любитель, бронзовый призёр Олимпийских игр 2012 года, двукратный призёр чемпионатов мира (2011 и 2013), победитель Европейских игр 2015 и чемпион Европы 2011 года. Лучший спортивный деятель 2013 года.

## Биография
Теймур родился в Томске, но его отец Физули родился в Казахстане, в Чимкенте, отец — азербайджанец а мать — казашка, тоже из Чимкента. Родители переехали в Азербайджан после распада СССР.
Сам Теймур Мамедов считает себя азербайджанцем.

## Любительская карьера
Физули Мамедов был неплохим боксером и 13-летнего сына тоже отвёл в секцию бокса. И боксом Теймур стал заниматься в 2006 году.
На первом своём международном турнире выступил в 2008 году, приняв участие на юношеском чемпионате Европы в Болгарии. На этом турнире Мамедов завоевал золотую медаль. Затем, на юношеском чемпионате мира 2010 года в Баку Мамедов выиграл два первых поединка, но проиграв турецкому боксёру, завершил выступление. Это поражение лишило Мамедова возможности выступить на юношеских Олимпийских играх в Сингапуре.
В 2011 году Мамедов стал чемпионом Европы. В этом же году на чемпионате мира в Баку занял второе место.
Теймур Мамедов представлял Азербайджан на летних Олимпийских играх 2012 года в Лондоне, на которых стал бронзовым призёром.
31 августа 2012 года президент Азербайджана и Национального олимпийского комитета Ильхам Алиев наградил Теймура Мамедова медалью «Тарагги» (Прогресс).
В 2013 году Теймур дошёл до финала чемпионата Европы в Минске, но в решающем поединке уступил россиянину Алексею Егорову. В октябре того же года Теймур завоевал бронзу чемпионата мира в Алма-Ате, уступив в полуфинале будущему чемпиону итальянцу Клементе Руссо.
В 2015 году стал победителем I Европейских игр, победив в финале итальянца Валентино Манфредонию. 29 июня этого же года Теймур Мамедов за высокие достижения на I Европейских играх и большие заслуги в развитии спорта в Азербайджане был награждён орденом «Слава».
5 августа 2016 года Мамедов нёс флаг Азербайджана на церемонии открытия летних Олимпийских игр в Рио-де-Жанейро.
В мае 2018 года он стал серебряным призёром в весе до 91 кг международного турнира памяти героя Советского Союза Константина Короткова в Хабаровске (Россия), где он в финале по очкам (0:5) проиграл опытному россиянину Магомедмураду Арсланбекову.